# Алкана (місто)
Алкана (Catalan pronunciation: [əlkəˈna]) — іспанський муніципалітет каталонської комарки Монтсія, провінція Таррагона. Це прибережне місто на Середземному морі. Хребет Серра-дель-Монтсія та його підніжжя височіють над містом та його околицями. За даними 2006 року його населення становить 9620 жителів, хоча наступного року це число зросло до 9969. Це найпівденніше місто Каталонії, розташоване на північ від кордону з муніципалітетом Вінарос, який знаходиться в провінції Кастельйон і є частиною регіону Валенсія.

## Історія
Лише в п’ятнадцятому столітті Альканар було зареєстровано як незалежне місто, але місто було заселене ще довго. З 1148 року місто було частиною муніципалітету Уллдекона. Після здобуття незалежності він отримав назву Канар, що походить від республіки його жителів.
11 липня 1978 року вантажівка-цистерна, що перевозила легкозаймисту рідину, вибухнула перед кемпінгом де лос Альфакес, розташованим на узбережжі, за містом, убивши 217 людей, поранивши понад 300 і повністю знищивши кемпінг.
16 серпня 2017 року вибух у будинку за містом, на узбережжі, вбив двох людей і поранив ще одного. Наступного дня, 17 серпня, стався другий вибух. Пізніше стане відомо, що загиблі та поранені були терористами, а вибух був спричинений бомбами, які створили осередок джихадистів, відповідальних за напади в Барселоні 2017 року.

## Культура
Парафіяльна церква Альканара, присвячена Святому Михаїлу (Sant Miquel каталонською або San Miguel іспанською), є головною особливістю муніципалітету. Церква побудована в стилі ренесансу, з однонавною і бічними каплицями; спочатку він складався з чотирьох залів із напівкруглою апсидою, яка зникла під час перебудови дев’ятнадцятого століття. Потім його розширили трансептом, куполом і святилищем. Зараз його ширина становить 19 метрів, а загальна висота – 16 метрів. Вхідні двері — це напівстрілкова арка, обрамлена двома колонами, у верхній частині — три ніші, обрамлені трикутним фронтоном. Дзвіниця має квадратну основу та вікна з боків.

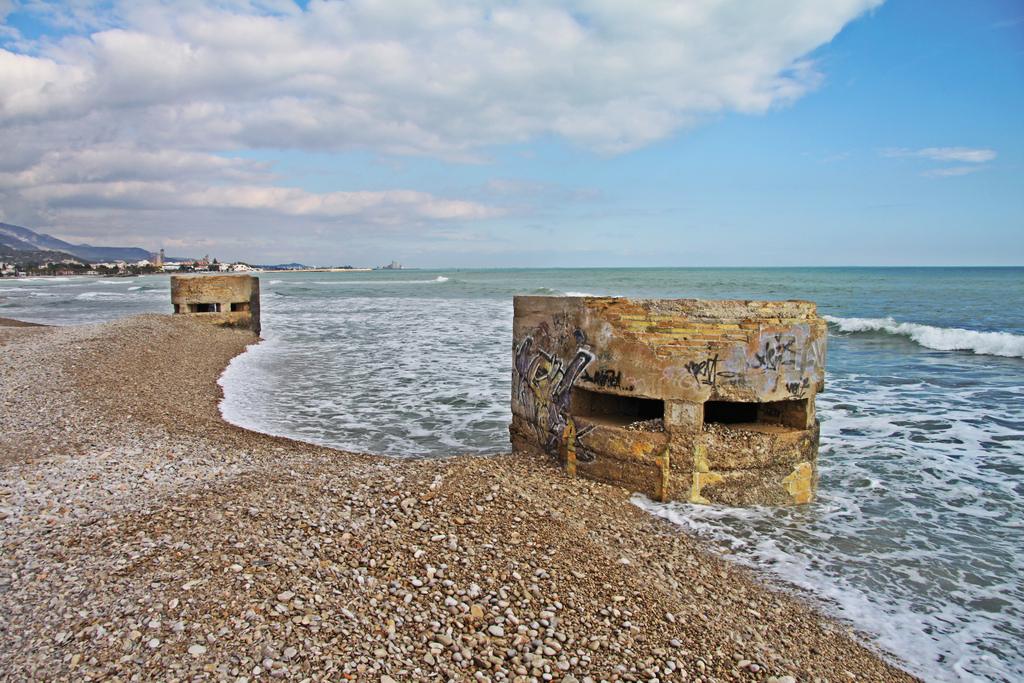
Бункери на пляжі Естаньєт поблизу Альканара, побудовані під час громадянської війни в Іспанії для захисту каталонського узбережжя від можливого франкістського десанта.

## Економіка і туризм
Туризм і вторинні будинки є визначним фактором економіки Алкан. Біля пляжу Альканар побудовано багато житлових комплексів, які збільшують кількість туристів протягом літніх місяців. Одна з найстаріших літніх резиденцій відома як Кло-де-Кодорніу, колись тут проживав іспанський король Альфонсо XIII. Тут також є кілька готелів, кемпінгів та інших об’єктів, призначених для обслуговування туризму.
Сільськогосподарська діяльність продовжує розвиватися в північному місті, найвіддаленішому від узбережжя, в основному вирощуючи апельсини та клементини. Риболовля залишається важливою в менших селах Альканара, і вони особливо присвячені лові креветок.